# Кирилов Йоасаф Мамантович
Кирилов Йоасаф Мамантович (*1907 — ?) — директор бібліотеки Львівської політехніки у 1947—1954 рр.

## З житєпису
Народився в 1907 р. у Москві. 

Навчався на вечірньому відділі Педагогічного інституту в м. Ростов на Дону та в Московському бібліотечному інституті, який закінчив у 1939 р.
Працював за фахом у бібліотечних установах Ростова на Дону (1926—1938) та Москви (1939—1947 рр.). Під час Другої світової війни — в органах НКВД.

З 1947 р. призначений на посаду директора НТБ Львівського політехнічного інституту. Проявив себе як висококваліфікований спеціаліст — бібліотекознавець, сприяв упорядкуванню книжкових фондів, започаткував проведення занять з основ бібліотекознавства та бібліографії. За сумісництвом працював у культурно-просвітницькому технікумі. 

У 1951—1952 рр. тимчасово працював директором Львівської наукової бібліотеки АН УРСР. У вересні 1954 р. звільнений з посади директора НТБ ЛПІ у зв'язку з переходом на посаду директора Наукової бібліотеки Львівського державного університету.
Автор і укладач 24 праць з історії і практики бібліотечної справи.

## Нагороди
Нагороджений медаллю «За доблесну працю у Великій Вітчизняній війні 1941—1945 рр.».